# Accord de partenariat et de coopération entre la Russie et l'Union européenne
Pour les articles homonymes, voir APC.
- États membres
- Candidats reconnus
- Candidats potentiels
- Partenariat oriental
- Accord de partenariat et de coopération avec la Russie
- États membres de l'Association européenne de libre-échange
- Partenariat Euromed
- Autres pays de l'UPM

L'accord de partenariat et de coopération entre la Russie et l'Union européenne (APC) est un accord de partenariat et de coopération signé en juin 1994 à Corfou, pour une durée reconductible de dix ans, entre la Russie et l'Union européenne. Il n'est entré en vigueur que le 1er décembre 1997, du fait des délais de ratification par les États membres. Sur le plan économique et commercial, l'APC est censé mettre en place les conditions de la création à terme d'une zone de libre-échange.

## Textes réglementaires
- Décision 97/800/CE, du 30 octobre 1997. Décision du Conseil et de la Commission du 30 octobre 1997 relative à la conclusion de l'accord de partenariat et de coopération entre les Communautés européennes et leurs États membres, d'une part, et la Fédération de Russie, d'autre part.

## Compléments